# Матери, сёстры
«Ма́тери, сёстры» — картина советского и российского живописца Евсея Евсеевича Моисеенко.

## История создания
Картина «Матери, сёстры» посвящена судьбе русских женщин в дни Великой Отечественной войны. Картина была написана Е. Е. Моисеенко за пять месяцев, однако на формирование замысла, который зародился в первые дни войны на основе личного опыта, ушло два десятилетия. «Я помню, и как меня мать провожала на войну, и как, будучи солдатом, проходил деревни и уходил из них. Мне не забыть глаза женщин. Мне хотелось как бы взглядом уходящего заглянуть в них. Планами, сначала крупно, потом всё меньше — и вовсе женщины исчезают за горизонтом. Как память о них, оседают в душе солдата и горе, и скорбь, и надежда», — вспоминал Моисеенко. Первый эскиз к картине был создан в 1965 году. Впоследствии замысел уточнялся в большом количестве подготовительного материала. В собрании Научно-исследовательского музея Российской академии художеств находится множество этюдов, сделанных в 1960-х годах в родном селе художника Уваровичи, где он нашёл своих героинь, среди которых «Женщина с девочкой», «Люба», «Настя» и многие другие. Первым вариантом картины «Матери, сёстры» явилось большое плотно «На колхозном дворе» (холст, масло, 200х257, 1966). Второй вариант получил название «Матери, сёстры».
Работа неоднократно экспонировалась на крупнейших художественных выставках и воспроизводилась в печати. Впервые картина была показана в Москве в 1967 году на третьей республиканской художественной выставке «Советская Россия», а затем там же на Всесоюзной юбилейной художественной выставке, посвящённой 50-летию Великой Октябрьской социалистической революции. За эту картину Ленинградское управление культуры совместно с Ленинградской организацией Союза художников РСФСР удостоили художника медали «За лучшую картину года».
Находится в собрании Государственного Русского музея (поступила в 1970 г. из МК РСФР).

## Сюжет. Художественные особенности
Сюжет картины «Матери, сёстры» полон драматизма. Всё внимание в своём произведении художник сконцентрировал на фигурах женщин, матерей и сестёр солдат, в минуту расставания. «Группа женщин стоит как бы на краю пропасти, за которой может последовать небытие, стоит плотно, думая не о себе, а о них, уходящих». «Многим из них придут страшные листки „похоронок“, они лишены возможности стрелять, защищать страну на поле боя, их героизм навсегда останется будничным». Символична главная фигура картины — высокая старуха, напутствующая уходящих на фронт. Это образ непокорённой Родины. Эта картина посвящена матери художника. Её военная судьба была похожа на судьбы односельчанок. Матрёна Сергеевна жила 4 года в оккупации и ничего не знала о судьбе сына. Художник изобразил её пожилой женщиной, хотя в годы войны она была ещё молодой, а её место в композиции как бы заняли его ровесницы. «Отдельные фигуры и детали полотна связаны в единый чёткий рисунок. На первом плане несколько колючий почерк письма делает фигуры более силуэтными, а соединение контрастных и однотонных цветовых сочетаний усиливает растущее чувство тревоги и щемящей грусти». В этом произведении Моисеенко разработал сложную систему цветовых сочетаний светлого на светлом, тёмного на тёмном. Используя новаторский опыт советской живописи 20-х годов, особенно достижения А. А. Дейнеки, художник применил в своей картине метод монтажной композиции. Известный петербургский искусствовед Михаил Герман охарактеризовал картину «Матери, сёстры» как одно из самых сильных, трагических полотен Моисеенко, «где вся боль непролитых слёз, навсегда скрытого в сердцах страдания остались памятником тем, кто выдержал, быть может, самое страшное испытание войны — ожидание».